# Ryan Blaney
Ryan Michael Blaney (31 de dezembro de 1993) é um piloto profissional de stock car americano. Compete em tempo integral na NASCAR Cup Series, pilotando o Ford Mustang Dark Horse nº 12 pela Team Penske, e é o campeão da NASCAR Cup Series de 2023. Ele é filho do ex-piloto da NASCAR Dave Blaney e neto do piloto de corrida de pista de terra modificada Lou Blaney .

## Carreira automobilística

### Início da carreira automobilística

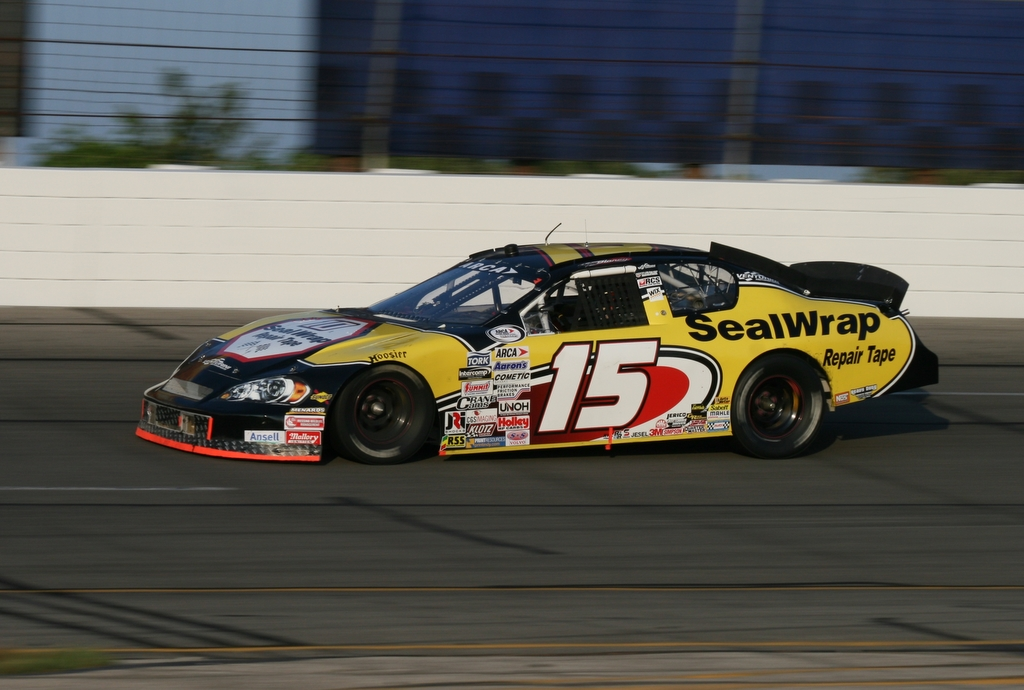
Carro ARCA 2011 número 15 de Blaney em IRP

Um piloto da terceira geração da família e filho do então piloto da Cup Series Dave Blaney, Blaney começou sua carreira em corridas quarter midget, vencendo sua primeira corrida aos 9 anos; ele também competiu e venceu em carros Bandolero quando jovem. Subindo para os carros Legends aos 12 anos, Blaney venceu o Lowe's Motor Speedway Summer Shootout e o Young Lions Winter Heat Points Championship, além de três divisões do Carolina Fall Nationals em quartos de milha. Ele também venceu o Concord Speedway Young Lions Winter Heat Points Championship em Bandoleros.
Aos 12 anos, Blaney estreou em corridas de late models no Orange County Speedway, enquanto em 2009, aos 15 anos, começou a competir na South Super Late Model Series, sancionada pela Pro All Stars Series (PASS), terminando em segundo em pontos e ganhando o prêmio de Novato do Ano da série; ele também terminou em terceiro nos pontos nacionais do PASS. Além disso, ele venceu o Eastern Grand Nationals em Huntsville, Alabama, e o evento de quarter midget do Gasoline Alley National Championship em Indianápolis, Indiana.

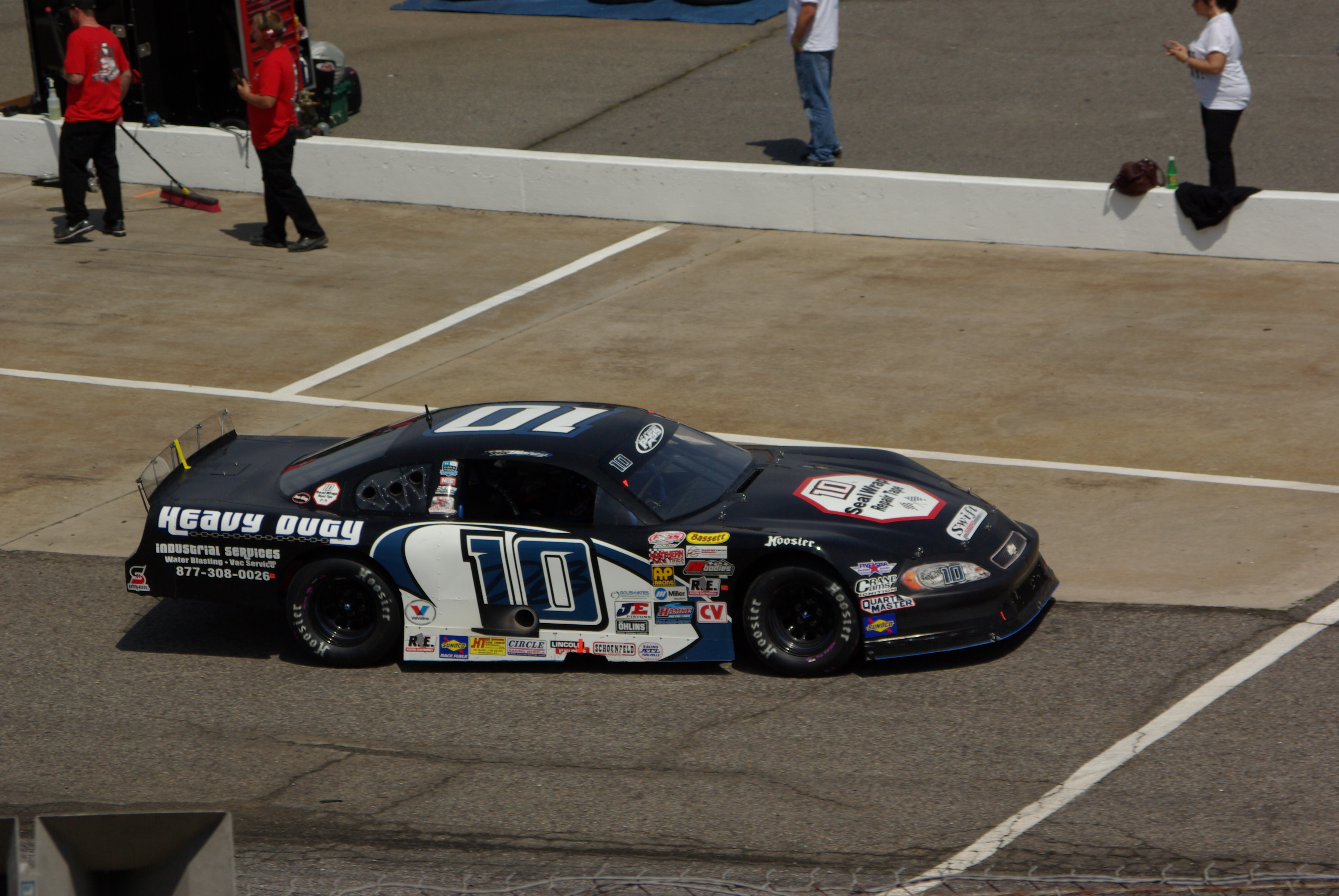
Carro PASS 2011 de Blaney em North Wilkesboro

Continuando a competir na PASS South Super Late Model Series em 2010, Blaney conquistou sua primeira vitória na carreira na série no Dillon Motor Speedway, somando vitórias no Greenville-Pickens Speedway e no Newport Speedway em seu caminho para um segundo segundo lugar consecutivo na classificação do campeonato PASS South. Blaney também competiu na série Southern Six Pack sancionada pela Champion Racing Association (CRA), vencendo o campeonato da série em 2010. Retornando à PASS South Super Late Model Series em 2011, Blaney venceu duas corridas na série, no Dillon Motor Speedway e no Ace Speedway, ganhando o campeonato da série.
Em 2012, Blaney retornou à PASS Super Late Model Series no carro da Carswell Motorsports número 98.

### NASCAR

#### K&N Pro Series e ARCA (2011–2013)
Em 2011, Blaney fez sua estreia na ARCA Racing Series e na NASCAR K&N Pro Series West e East em 2011, marcando dez primeiros lugares em todas as largadas nas três séries; ele venceu sua primeira corrida da NASCAR na final da temporada da K&N Pro Series West em Phoenix International Raceway, vencendo por mais de dois segundos em sua única largada na série.
Para 2012, Blaney, que recebeu elogios de Tony Stewart e Kevin Harvick por suas habilidades de direção, retornou à K&N Pro Series East, correndo seis corridas pela DB Racing, de propriedade familiar, pilotando o carro nº 10.

#### Xfinity eTruck Series(2012–2015)
Ademais, Blaney assinou com a Tommy Baldwin Racing para competir em seis corridas da NASCAR Nationwide Series, pilotando o Chevrolet nº 36 patrocinado pela SealWrap, começando em Richmond International Raceway em abril. Blaney se classificou no Top 10 em sua estreia no Richmond International Raceway e terminou em 7º lugar na corrida.
Em julho de 2012, Blaney anunciou que havia assinado um contrato para pilotar pela Team Penske um mínimo de três corridas na temporada de 2012 da Nationwide Series, começando no Iowa Speedway em agosto. Ele também correu corridas selecionadas na Camping World Truck Series pela Brad Keselowski Racing, terminando em sexto em sua estreia na série no Bristol Motor Speedway. Blaney venceu sua primeira corrida da Truck Series em 15 de setembro de 2012, em Iowa Speedway; na época, ele era o vencedor mais jovem da história da Truck Series, com 18 anos, oito meses e 15 dias. O recorde anterior era de 20 anos e 18 dias, estabelecido por Kyle Busch em 2005.

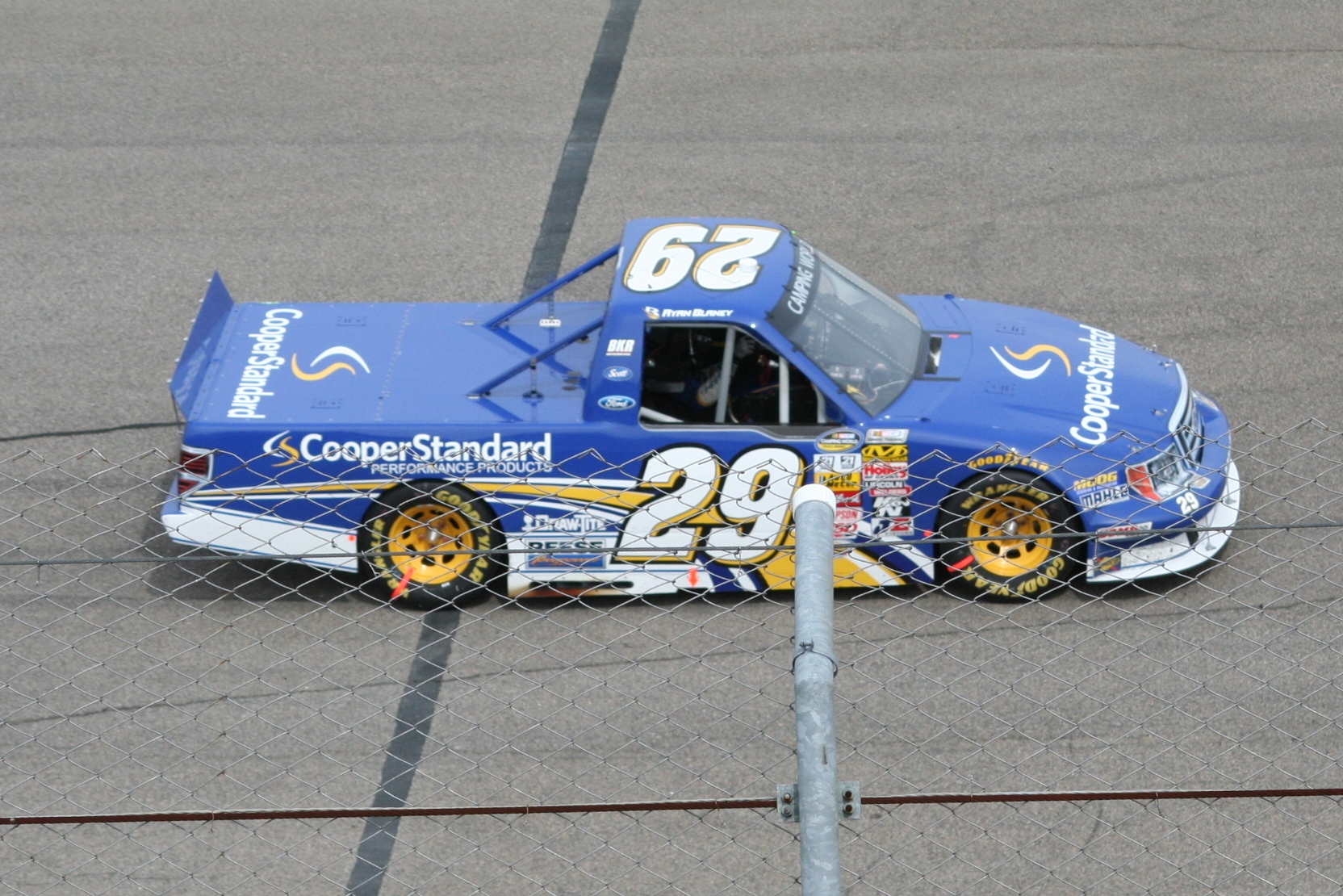
Caminhão número 29 de Blaney, Rockingham, 2013.

Blaney retornou à Camping World Truck Series em 2013, pilotando o cronograma completo pela Brad Keselowski Racing e competindo pelo prêmio de Novato do Ano da série. Blaney conquistou sua primeira pole position na carreira na série no Kentucky Speedway em junho, depois venceu sua segunda corrida da Truck Series em Pocono Raceway em agosto. Blaney também competiu na Nationwide Series no Iowa Speedway em junho, substituindo Joey Logano depois que uma chuva criou um conflito de agenda; Blaney terminou em nono no evento. Blaney competiu em uma segunda corrida da Nationwide Series em 2013, no Kentucky Speedway em 21 de setembro, e liderou 96 das 200 voltas da corrida para vencer sua primeira corrida na carreira na série, derrotando Austin Dillon e Matt Crafton . Blaney foi o único vencedor da temporada Nationwide de 2013 que não tinha experiência na Sprint Cup.
Em janeiro de 2014, Blaney anunciou que, além de uma programação completa da Camping World Truck Series com a BKR, ele participaria de 15 corridas da Nationwide Series e duas da Sprint Cup Series pela Team Penske durante o ano.
Blaney dirigiu a caminhonete nº 29 em tempo integral para a Brad Keselowski Racing . Ele chegou ao Top 10 várias vezes, mas não conseguiu vencer na primavera. No entanto, o ponto de virada do ano foi em Dover, no final de maio de 2014, quando ele ficou atrás de Kyle Busch, que o venceu por 0,5 segundos (um comprimento de carro) e conquistou a vitória. Após a corrida, Blaney foi um dos pilotos que disse que, como Kyle estava ganhando muito na categoria de caminhonetes, os pilotos da categoria Cup não deveriam mais correr em nenhuma divisão além da categoria Cup.

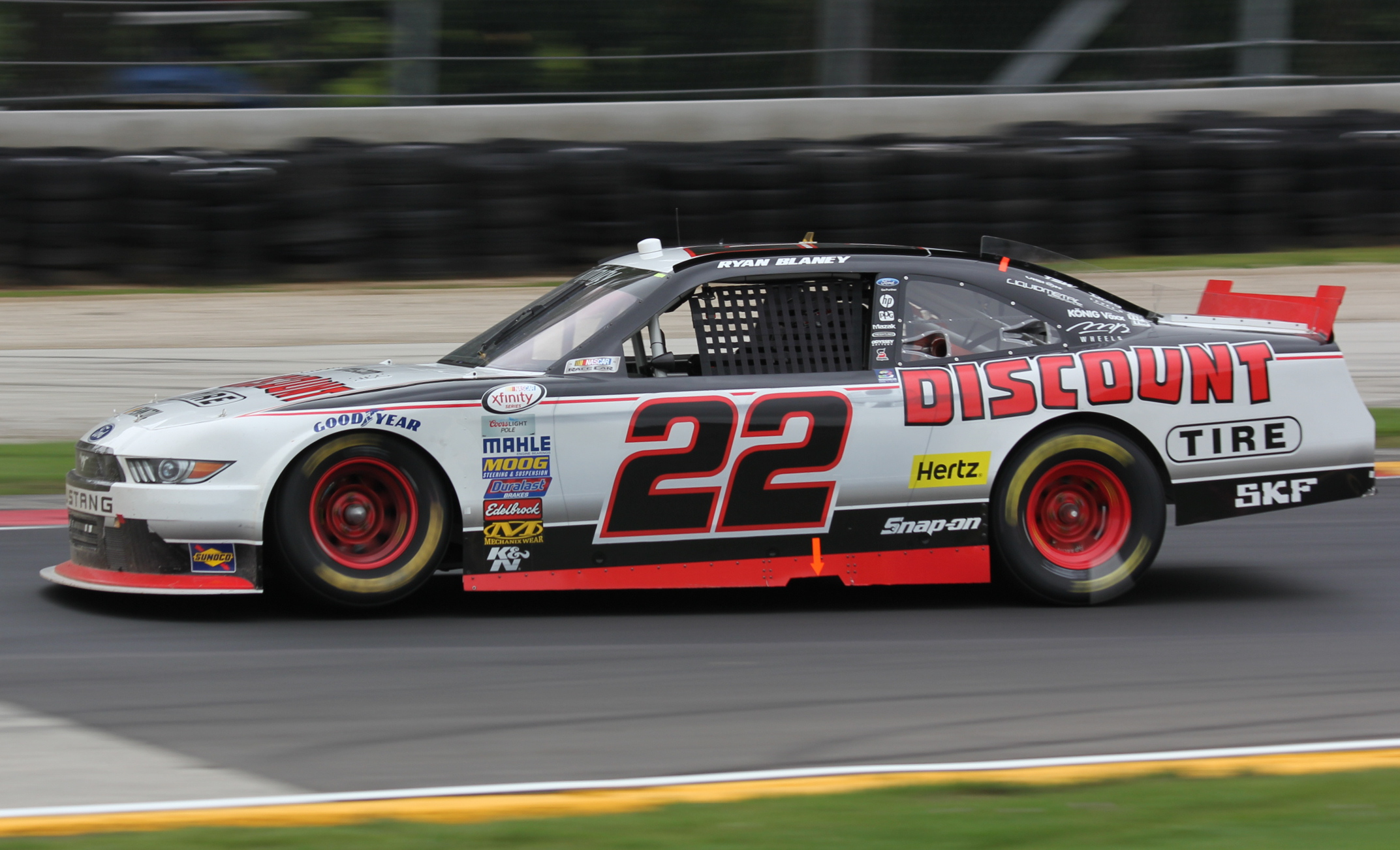
Carro Xfinity número 22, em 2015, de Blaney em Road America

Blaney venceu sua segunda corrida na Nationwide em sua carreira em agosto de 2014 em Bristol Motor Speedway, derrotando Kyle Busch em uma chegada green-white-checkered. Na semana seguinte, Blaney venceu sua primeira corrida de caminhonetes de 2014 de forma espetacular no autódromo Canadian Tire Motorsports Park de Ron Fellows, superando German Quiroga por 0.49 segundos em um Photo finish.
Em 2015, Blaney começou sua programação da Xfinity Series em Las Vegas no Boyd Gaming 300. Depois de liderar duas voltas, ele esteve brevemente na disputa pela vitória. Depois de rodar o próprio companheiro de corrida Erik Jones no final da corrida, Blaney reiniciou a última relargada em oitavo lugar. Apesar disso, ele subiu do oitavo para o segundo lugar nas últimas 21 voltas. Embora tenha alcançado o líder da corrida, Austin Dillon, faltando três voltas para o fim, Blaney não conseguiu ultrapassar Dillon. Blaney terminou em segundo, atrás de Dillon, com uma diferença de três carros de distância. Ele quase venceu em Indianapolis Motor Speedway na corrida da Xfinity, terminando em segundo lugar, atrás de Kyle Busch, após ser ultrapassado na última volta. Ele venceu em Iowa e quase venceu em Road America em sua estreia na pista. Ele venceu novamente a corrida independente de Kentucky em setembro, derrotando Ty Dillon em uma relargada tardia. Blaney conseguiu seu segundo top 10 da carreira na Sprint Cup, no Kansas, no Hollywood Casino 400, terminando em sétimo.

#### NASCAR Cup Series (2014–Atual)

##### Equipe Penske (2014)

###### 2014: Exposição limitada
Em janeiro de 2014, foi anunciado que a Team Penske iria reabrir um terceiro carro, o número 12, para Blaney fazer duas largadas durante a temporada de 2014 da NASCAR Sprint Cup. Ele fez sua estreia em Kansas Speedway, terminando em 27º. Sua segunda largada aconteceu em Talladega, no outono, onde terminou em 22º lugar.

##### Wood Brothers Racing(2015–2017)

###### 2015: Conquista em meio período
Em agosto de 2014, foi anunciado que Blaney participaria de vinte corridas da Sprint Cup Series pela Wood Brothers Racing no Ford nº 21 durante a temporada de 2015 da NASCAR Sprint Cup Series. Blaney teve um bom desempenho, conquistando seu primeiro Top 10 em Talladega na GEICO 500, chegando até o segundo lugar e terminando em quarto. Ele não se classificou para três corridas devido à chuva. Ele terminou em sétimo lugar no outono, em Kansas e terminou o ano com 15 largadas no total.

###### 2016: Ano de estreia e primeira temporada em tempo integral

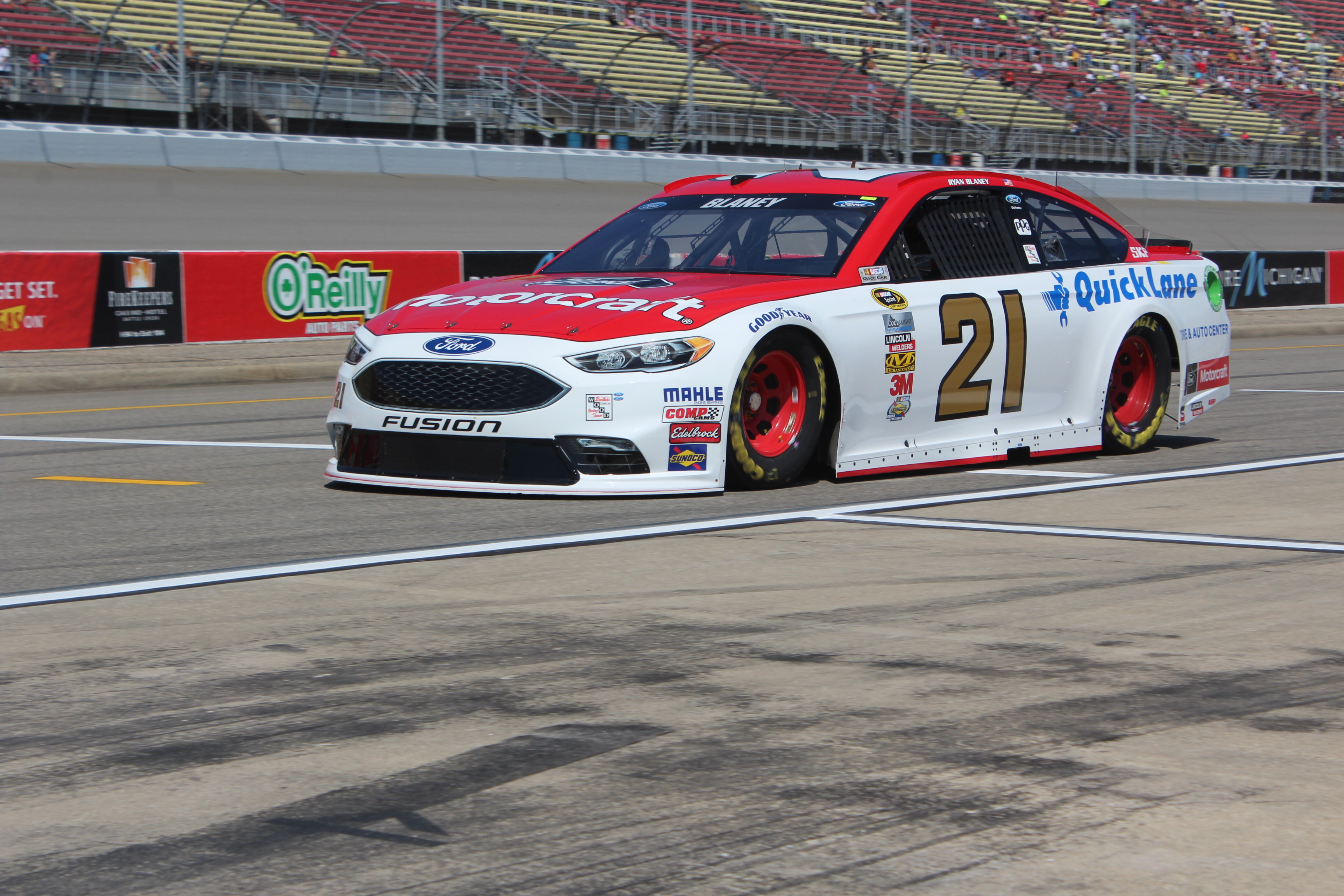
Blaney durante o treino livre para o Pure Michigan 400 de 2016 em Michigan International Speedway

Blaney começou a competir em tempo integral na Cup Series em 2016 com os Wood Brothers, apesar da equipe ter sido excluída do novo sistema Charter da NASCAR implementado antes da temporada da Cup Series de 2016. Ele conseguiu seu terceiro Top 10 da carreira em Las Vegas, terminando em 6º lugar. Antes da corrida no Auto Club Speedway, Blaney e seu amigo próximo Bubba Wallace dirigiram juntos de Phoenix para Fontana e roubaram as manchetes uma noite quando assumiram a conta do Snapchat da NASCAR e se filmaram imitando pilotos como Carl Edwards, Danica Patrick e Paul Menard . Blaney ficou entre os dez primeiros em Phoenix, Talladega, Dover e Pocono em uma primeira metade de temporada bem-sucedida, com seu melhor resultado sendo um quinto lugar no Kansas. Em Chicagoland, Blaney correu bem o dia todo e, na relargada final, ele arriscou e ficou na pista, assumindo a liderança da corrida. No entanto, na relargada, Martin Truex Jr. o ultrapassou facilmente por ter pneus mais novos e segurou a vitória, com Blaney terminando em 4º. Ele lutou pelo Prêmio de Novato do Ano da Sunoco, mas perdeu para Chase Elliott.

###### 2017: Temporada "divisor de águas"

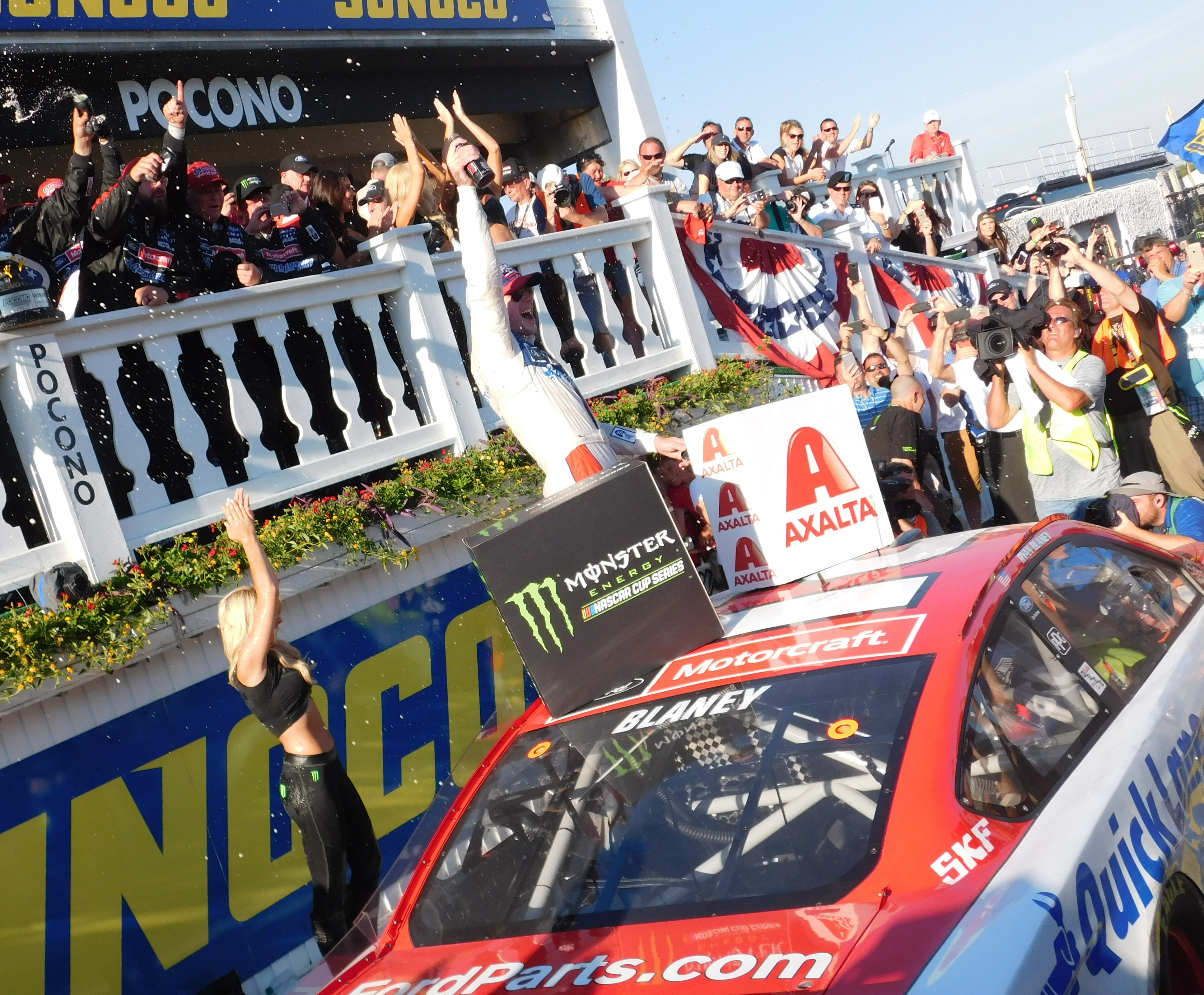
Blaney comemorando após vencer o Axalta apresenta o Pocono 400 de 2017 em Pocono Raceway

Em 2017, a equipe de carro único Go Fas Racing anunciou que emprestaria seu charter para a equipe nº 21 da Wood Brothers, garantindo a Blaney uma vaga em todas as corridas da temporada de 2017. Durante a Daytona 500, Blaney, apesar de ter sofrido um acidente no início, saiu da 5ª posição na última volta e ficou em segundo, atrás de Kurt Busch. Blaney teve uma corrida melhor em abril no Texas Motor Speedway, classificando-se em segundo lugar, atrás de Kevin Harvick. Ele então passou Harvick no início da corrida para liderar as 148 voltas seguintes e vencer as duas primeiras etapas. No entanto, um erro de pit stop no final da corrida custou a Blaney a corrida. Ele se recuperou do acidente e terminou em 12º. Em Kansas, Blaney conquistou sua primeira pole position na Cup Series. A corrida foi basicamente um duelo entre ele e Martin Truex Jr. Depois de lutar com Truex por 3 reinícios, Truex disparou para vencer a corrida, enquanto Blaney terminou em quarto.
Em junho, ele venceu sua primeira corrida da carreira na Cup Series, na 2017 - Axalta apresenta o <i>Pocono 400</i> em Pocono Raceway. Depois de passar Kyle Busch a 10 voltas do fim, ele segurou Harvick para reivindicar a vitória, qualificando-o para os playoffs. Em 26 de julho, Blaney anunciou que mudaria para o novo carro nº 12 da Team Penske para a temporada de 2018. No final da temporada regular, Blaney entrou nos playoffs em nono lugar em pontos, cortesia de sua vitória em Pocono e três vitórias de stage.
Durante seu caminho nos playoffs, Blaney chegou à Rodada de 8, com destaque para um terceiro lugar na corrida da Rodada de 12 no Kansas, apesar de ter que começar em último depois que seu carro falhou na inspeção pós-qualificação. Blaney então conquistou resultados consecutivos entre os dez primeiros em Martinsville e Texas, mas apesar de ter conquistado a pole para a final da Rodada de 8 em Phoenix, ele ficou fora dos dez primeiros no final da primeira etapa. Ele se recuperou e garantiu o oitavo lugar no final do segundo stage, mas não conseguiu melhorar sua posição na pista, terminando a corrida em 17º e sendo eliminado dos playoffs. Blaney terminou em 29º na final da temporada em Homestead-Miami, garantindo um nono lugar na classificação final da Cup Series com sua única vitória, quatro top 5, 14 top 10, quatro vitórias de stage e duas poles. Seu nono lugar em pontos também foi o maior para um piloto dos Wood Brothers desde que Morgan Shepherd terminou em sexto na classificação final da Copa em 1994.

##### Equipe Penske (2018–Atual)

###### 2018: Má sorte em Daytona e vitória em Roval

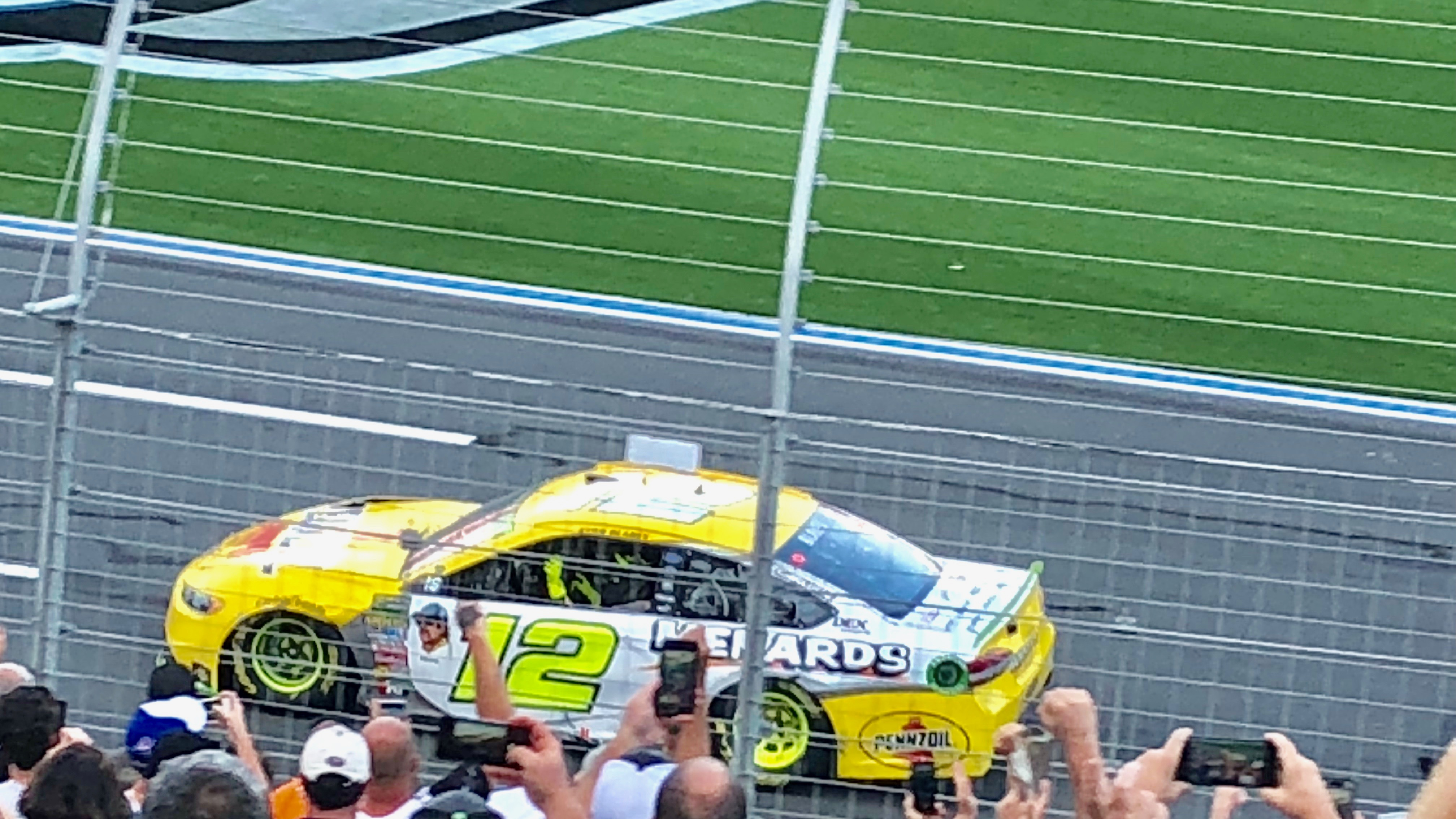
Blaney após vencer o Bank of America Roval 400 de 2018 em Charlotte Motor Speedway

Durante seu anúncio na Team Penske, foi anunciado que ele e John Menard Jr., e a Menards,que patrocina as operações da equipe na IndyCar, assinaram um acordo de patrocínio principal. Também trouxe patrocínio pessoal da bebida esportiva BodyArmor. Blaney venceu o Can-Am Duel e era o favorito para vencer a Daytona 500. Ele liderou o maior número de voltas no dia, passando 114 voltas, mais da metade da corrida, liderando o pelotão. Ele terminou em sétimo depois que o contato com Kurt Busch no final da corrida o forçou a parar para reparos.
Blaney conquistou a pole em Las Vegas, venceu uma etapa em Martinsville e parecia ter o carro para vencer no início da temporada em Bristol, mas se envolveu em um grande acidente perto do final da primeira etapa. Blaney mais uma vez ficou aquém em Kansas e quebrou um motor na Coca-Cola 600 em Charlotte. Blaney conquistou outra pole em Pocono e terminou entre os dez primeiros; Ele fez o mesmo na semana seguinte em Michigan. Retornar a Daytona em julho, não foi gentil com Blaney, pois ele não conseguiu repetir seu sucesso nas 500, sendo pego no Big One e terminando em último lugar.
Uma sequência de bons resultados para completar a sequência de verão, nenhum abaixo do 15º lugar, colocou Blaney nos playoffs, apesar de não ter vencido na temporada regular; ele conseguiu reunir uma forte coalizão de cinco top-fives, 12 top-tens e cinco vitórias de stage. Blaney correu de forma sólida em Las Vegas e Richmond, ficando apenas um pouco acima da linha de corte para o Bank of America Roval 400 no Charlotte Roval. Enquanto corria em terceiro na última volta, os líderes Martin Truex Jr. e Jimmie Johnson bateram um ao outro na chicane final. Blaney passou por ambos para marcar sua primeira vitória da temporada e sua primeira vitória com a equipe Penske. A vitória o levou para a Rodada de 12, onde foi eliminado após a corrida de outono de Kansas e terminou a temporada em décimo lugar em pontos.

###### 2019: Forma consistente de vitórias

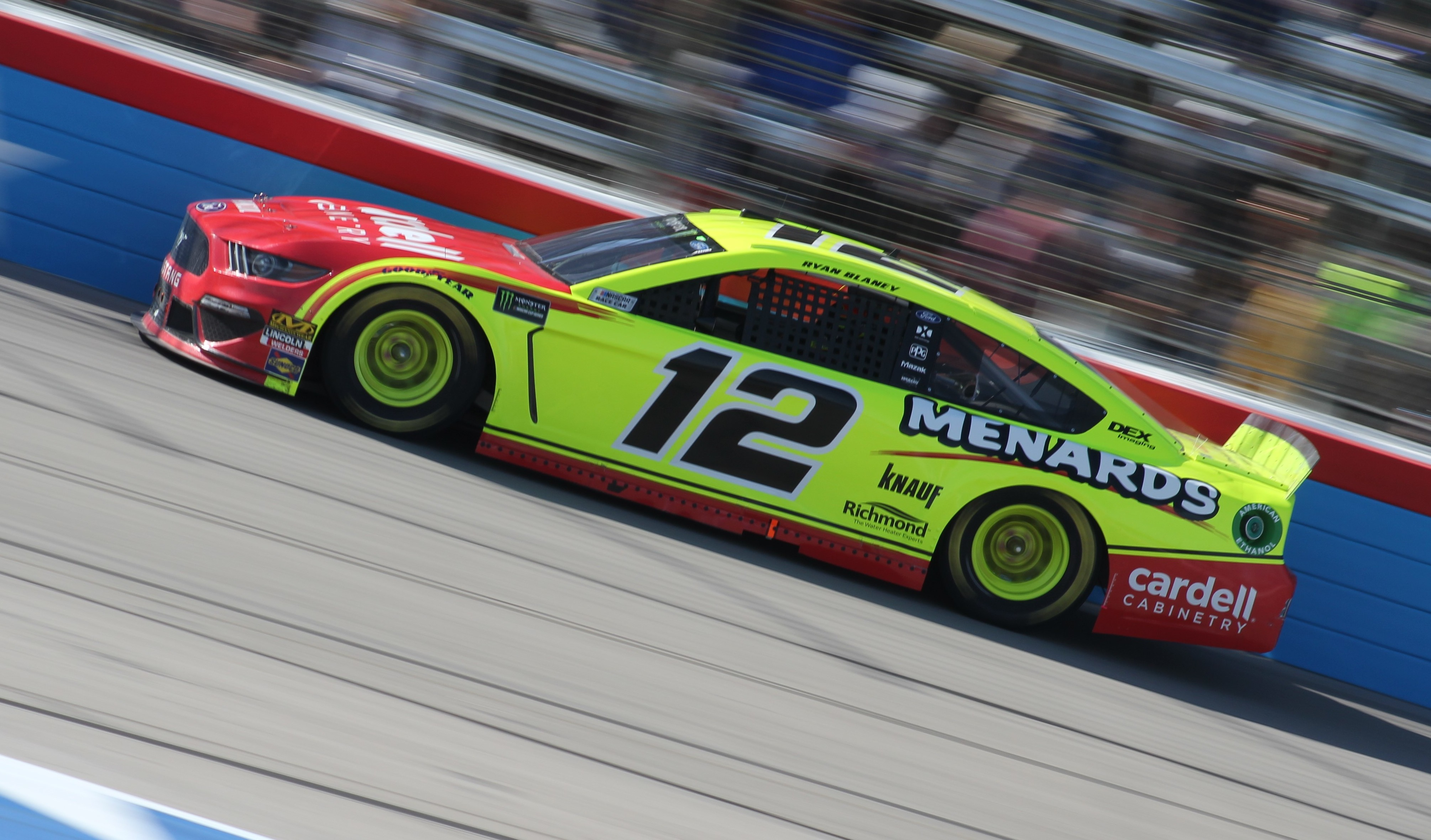
Blaney correndo no Texas Motor Speedway em 2019

Blaney permaneceu consistente no top 10 em pontos em 2019 . Em Watkins Glen, ele tirou Jimmie Johnson da disputa, o que levou a uma discussão entre os dois após a corrida. A animosidade entre eles durou até Michigan, uma semana depois. Em Charlotte Roval, Blaney terminou em oitavo e avançou para a Rodada dos 12. Blaney venceu a corrida de outono de Talladega com uma chegada apertadíssima de 0,007 segundos sobre Ryan Newman - que gerou um Meme do narrador Thiago Alves aqui no Brasil, quando ele classificou a chegada e a distância como um "pentelhesímo" - e avançou para a Rodada de 8, apesar de uma rodada no início da corrida nos boxes. Apesar de terminar em terceiro em Phoenix, ele foi eliminado na Rodada dos 8l.

###### 2020: Saída antecipada dos playoffs

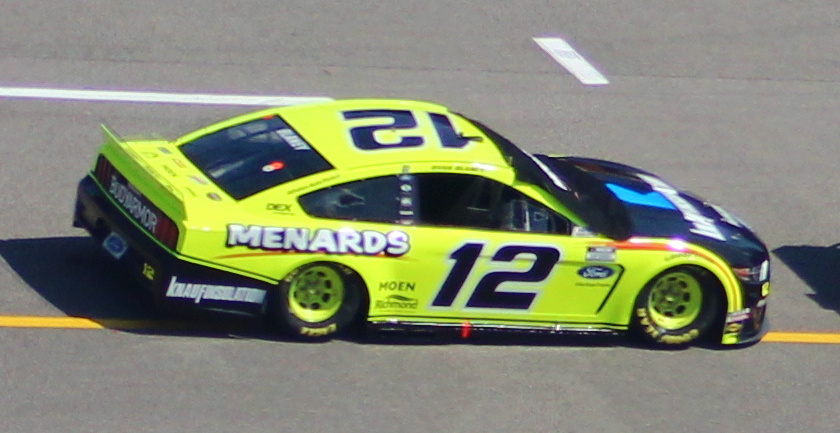
Carro nº 12 de Blaney em Michigan International Speedway em 2020

Na última volta da Daytona 500 de 2020, Blaney empurrou o líder Ryan Newman, jogando-o contra o muro externo e causando um acidente violento. Blaney perdeu a corrida para Denny Hamlin na segunda chegada mais acirrada da história da Daytona 500. Blaney afirmou mais tarde que o incidente teve um impacto muito forte em sua saúde mental e que falar com Newman ao telefone após sua alta do hospital foi um fator fundamental para ajudá-lo a ficar em paz com isso. Blaney bateu em Phoenix e teve corridas medíocres em ambas as corridas em Darlington antes de dois terceiros lugares consecutivos nas corridas duplas em Charlotte, abrindo caminho para uma sequência consistente. Ele dominou no início da corrida em Bristol, liderando 60 voltas, antes de um acidente com Ty Dillon resultar em uma chegada em último lugar. Nas quatro semanas seguintes, Blaney registrou três top-cincos consecutivos, culminando com uma vitória na GEICO 500, derrotando Ricky Stenhouse Jr. por 0,007, sua segunda vitória no photo-finish em Talladega.
Ele teve problemas de transmissão em Kentucky, o que o forçou a dirigir nas curvas com uma mão porque seu carro ficava saindo da quarta marcha. Mesmo assim, ele manteve a liderança por uma pequena parte da volta final, mas bateu em um bueiro na apron, terminando em sexto. Blaney liderou a maioria das voltas em Texas e terminou em quarto em Michigan, acumulando uma forte coligação de corridas antes dos playoffs.
Blaney chegou aos playoffs com sua vitória em Talladega, mas foi eliminado na Rodada dos 16 devido a resultados medíocres em Richmond e na Corrida Noturna de Bristol. Blaney lutou muito no final da temporada, apesar de sua eliminação, com três top-5 e dois top-10 nas últimas cinco corridas da temporada, com o segundo lugar mais alto em Martinsville. Blaney terminou a temporada em nono lugar em pontos.

###### 2021: Primeira temporada com várias vitórias

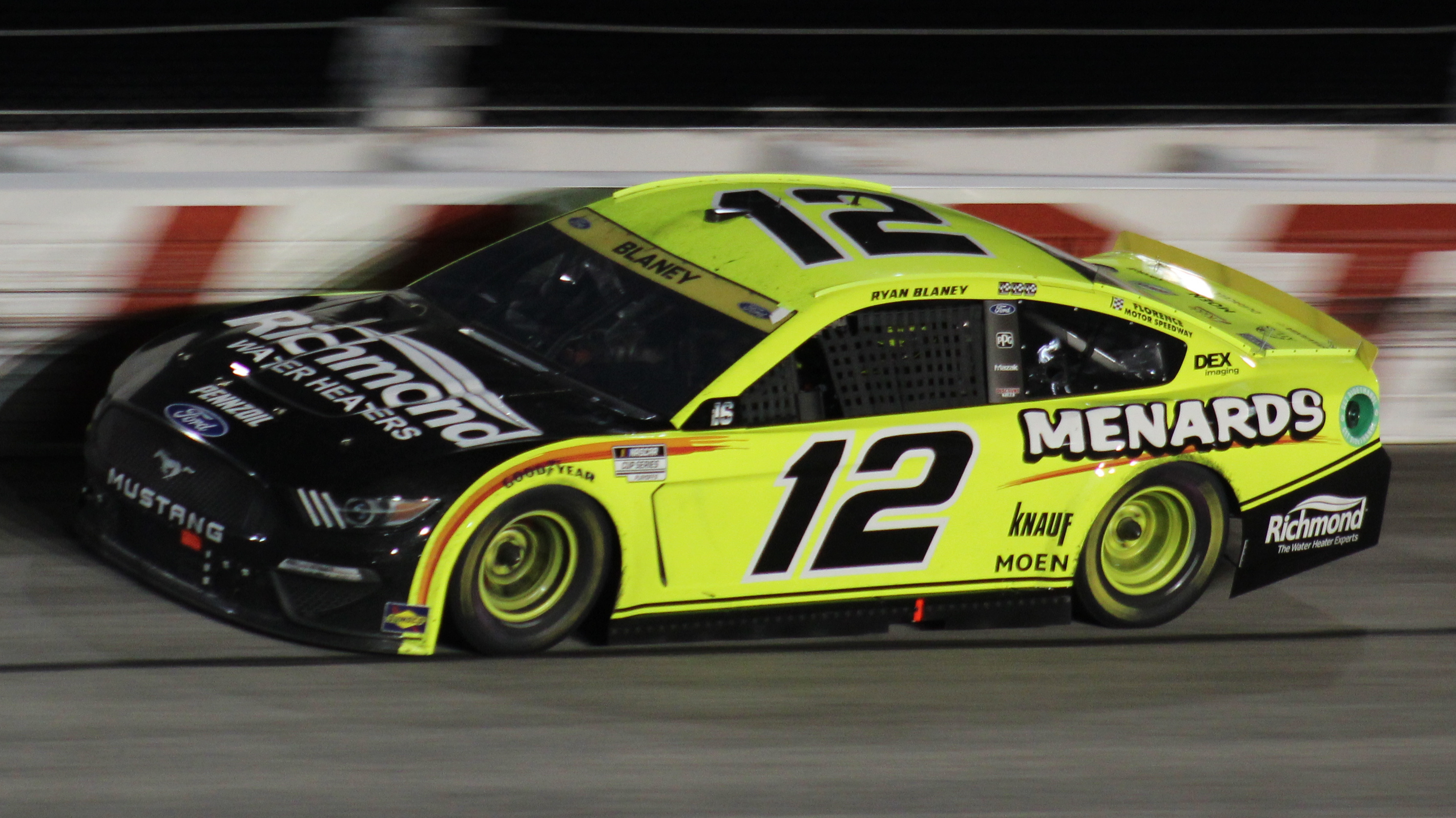
Blaney no número 12 em Darlington Raceway em 2021

Durante a temporada de 2021, Blaney venceu em Atlanta e Michigan, conquistando sua quinta e sexta vitórias na carreira na série, respectivamente. A vitória em Atlanta foi emocionante para Blaney, pois ocorreu 20 anos depois de seu pai quase vencer a mesma corrida, apenas para perder por causa de um volante quebrado. Pela primeira vez em sua carreira, Blaney teve vitórias consecutivas depois de vencer a última corrida da temporada regular no Daytona International Speedway na semana seguinte. Ambas as vitórias lhe deram a sexta e a sétima vitórias na carreira. Depois de vencer apenas quatro corridas nas cinco temporadas anteriores a 2021, Blaney conquistou três vitórias na temporada regular da Cup Series. Ele entrou nos Playoffs da NASCAR como o segundo piloto cabeça de chave com três vitórias na temporada, atrás de Kyle Larson, que teve cinco vitórias. Blaney chegou à Rodada dos 8, antes de ser eliminado após Martinsville. Ele terminou a temporada em sétimo na classificação por pontos.

###### 2022: Sem vitórias

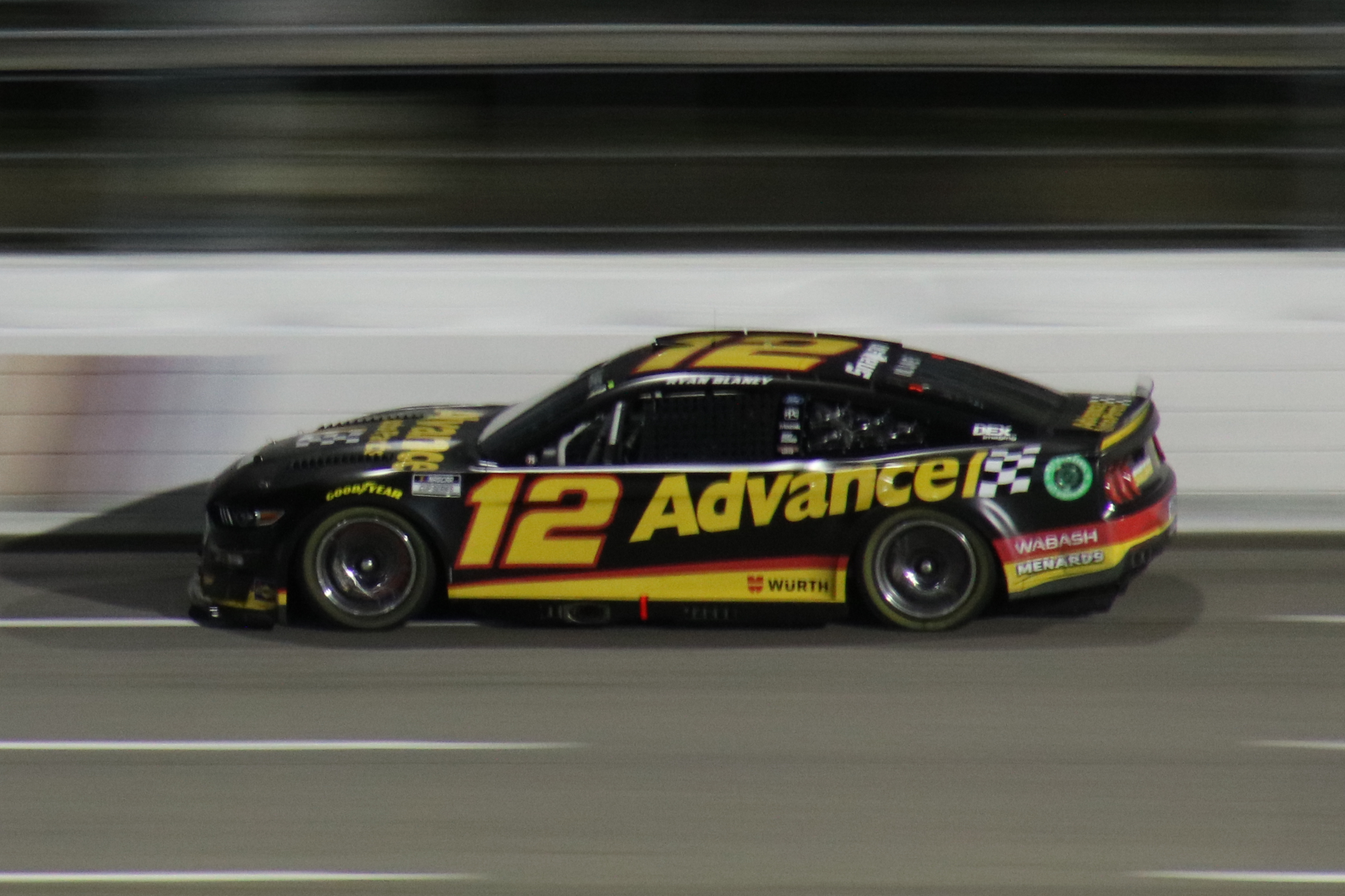
Blaney no nº 12 em Martinsville Speedway em 2022

Blaney começou a temporada de 2022 com um quarto lugar na Daytona 500 de 2022. Apesar de não ter conquistado nenhuma vitória nas primeiras 13 corridas, ele se manteve consistente com quatro resultados entre os cinco primeiros e seis entre os dez primeiros. Ele lideraria a maioria das voltas em Talladega e estaria em posição de vencer a corrida, mas ficaria aquém depois de se envolver no Big One na última volta. Ele também venceu a NASCAR All-Star Race de 2022. Apesar de se envolver em um acidente envolvendo vários carros na volta 31 da final da temporada regular na corrida noturna de Daytona, Blaney se recuperou e terminou em 15º, garantindo a 16ª e última vaga nos playoffs da temporada, superando Martin Truex Jr. por três pontos. Blaney foi eliminado após a rodada dos 8 após terminar em terceiro em Martinsville. Apesar de não ter vencido, ele terminou a temporada em oitavo na classificação por pontos.

###### 2023: Temporada do campeonato

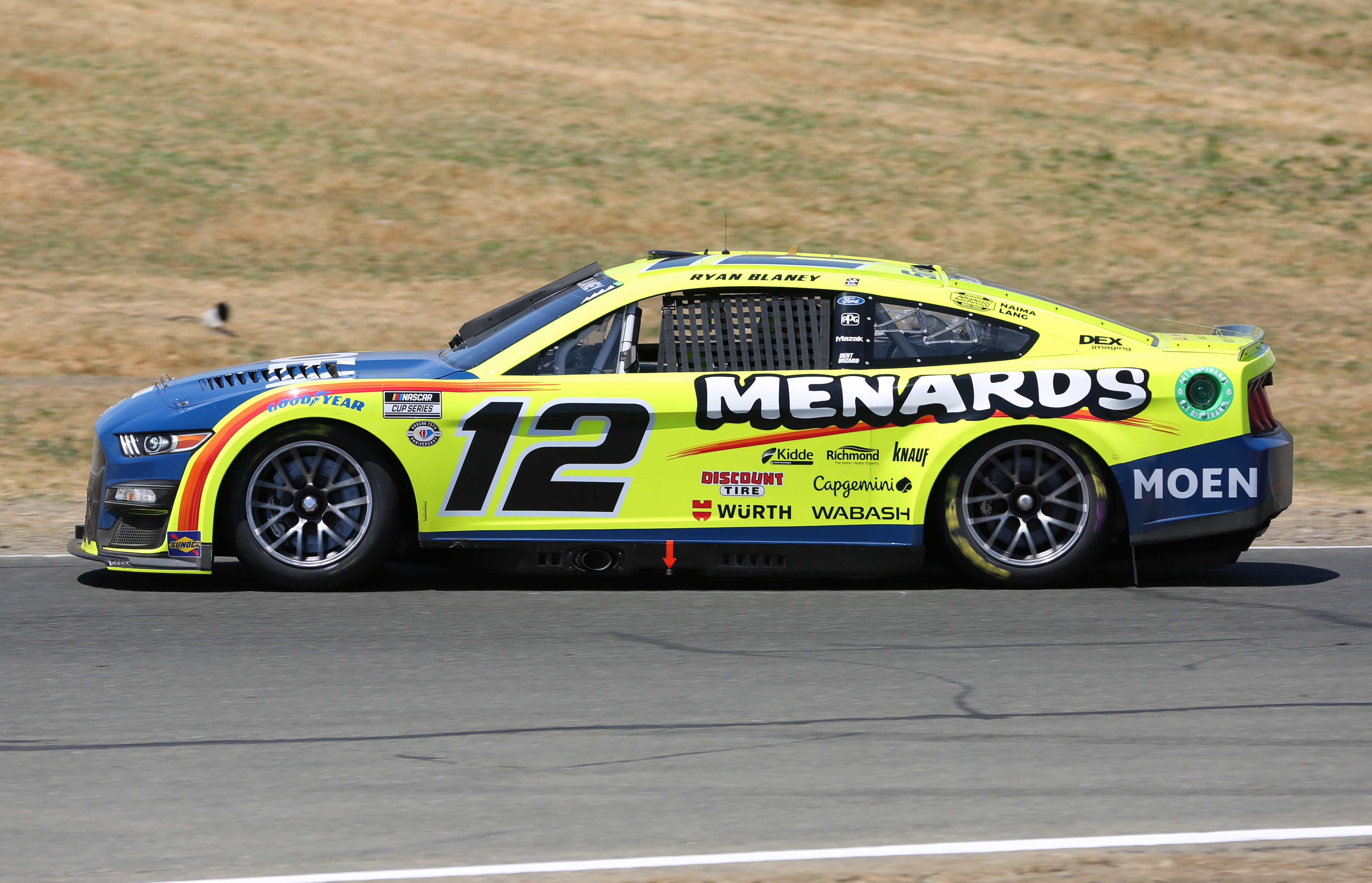
Carro nº 12 de Blaney em Sonoma Raceway em 2023

Blaney começou a temporada de 2023 com um oitavo lugar na Daytona 500 de 2023, apesar de ter sofrido um acidente no início. Blaney se viu a uma curta distância da vitória em Phoenix algumas semanas depois, mas terminou em segundo após um reinício tardio. Em Bristol, em abril, Blaney foi o spotter de Joey Logano na Weather Guard Truck Race on Dirt. Logano venceu sua Heat Race e o Main Event. Ryan Blaney liderou a maioria das voltas na GEICO 500 em Talladega, mas terminou em segundo para Kyle Busch em uma reinicialização na prorrogação após um bloqueio ruim de Bubba Wallace. Ele finalmente quebrou sua seca de 59 corridas ao vencer a Coca-Cola 600 de 2023, fazendo isso de forma dominante, liderando o maior número de voltas e vencendo uma etapa. Um sexto lugar na semana seguinte em Gateway colocou Blaney no topo da classificação por pontos.
Um desempenho ruim na semana seguinte em Sonoma foi seguido por um momento assustador em Nashville ; Blaney teve um impacto violento na parede interna da curva 1, deixando-o sofrendo com sintomas semelhantes aos de uma concussão. Mais tarde, ele disse que sentiu que foi o impacto mais forte que sentiu em toda a sua carreira de piloto. Blaney pediu à NASCAR que instalasse uma Muro SAFER (MAIS SEGURO) na parede que ele atingiu, um sentimento que foi ecoado pelo vice-presidente de competição da NASCAR, Elton Sawyer. Duas semanas depois, em Atlanta, Blaney venceu o primeiro stage e terminou em segundo no segundo. Ele foi um dos vários pilotos que tentaram manter a liderança até que uma advertência por chuva fosse emitida, mas acabou terminando em nono. O restante do verão foi medíocre para Blaney, com mais dois nonos lugares em Michigan e Watkins Glen sendo seus únicos dez primeiros. Na final da temporada regular em Daytona, Blaney avançou para a ponta no final do segundo stage, mas se envolveu em uma forte batida, na liderança, depois que Ty Gibbs foi rodado por Christopher Bell, causando o Big One.
Durante os playoffs, Blaney avançou na primeira rodada após boas atuações em Darlington e Kansas, ganhando pontos em ambas. Blaney sofreu um acidente a 12 voltas do fim em Texas, colocando em risco suas esperanças de avançar para a Rodada dos 8. Blaney conquistou sua vaga na próxima rodada em Talladega, em uma finalização Photo finish com Kevin Harvick, com margem de vitória de 0,012 segundos. Ele terminou em sexto em Las Vegas, mas foi desclassificado após a inspeção pós-corrida descobrir um amortecedor dianteiro esquerdo que não atendia às especificações; como resultado, Blaney caiu para o último lugar e para o fundo da linha de corte da Rodada de 8. A NASCAR posteriormente anulou a penalidade e restaurou os pontos de Blaney após um problema ter sido encontrado no modelo do amortecedor. Um segundo lugar em Homestead levaria Blaney a dez pontos acima da linha de corte dos playoffs ao entrar em Martinsville, a primeira vez em sua carreira que ele entraria na penúltima corrida de uma temporada acima da linha de corte. Ele trocou a liderança com Denny Hamlin durante a maior parte da corrida, mas venceu o segundo stage e segurou Aric Almirola, que vinha atacando no final, para conseguir sua terceira vitória da temporada e se garantir na Final.
O final da temporada em Phoenix foi uma competição acirrada entre Blaney, Bell, William Byron e Kyle Larson. Blaney ficou entre os dez primeiros na maior parte da corrida, mas uma falha precoce nos freios de Bell permitiu que Blaney tivesse uma grande vantagem sobre os companheiros de equipe de Hendrick. Na volta 277, Blaney bateu na traseira do líder Ross Chastain e fez um Three-wide para a liderança da corrida, mas uma rodada de Kyle Busch agrupou o grid para uma relargada final faltando 30 voltas para o fim. Larson e Blaney correram lado a lado, duelando por posição por quase onze voltas antes de Blaney ultrapassar Larson e assumir o segundo lugar, faltando 20 voltas para o fim. Ele continuou em segundo lugar, conquistando o campeonato da NASCAR Cup Series de 2023.

###### 2024: Defesa do campeonato

Ryan Blaney em Pheonix

Blaney começou a temporada de 2024 com um abandono, em 30º lugar na Daytona 500. Em Atlanta, ele estava liderando a última volta, mas acabou terminando em segundo e ficou 0,003 segundos aquém de derrotar Daniel Suárez em uma finalização Three-wide Photo finish entre ele, Suárez e Kyle Busch. Blaney mais uma vez ficou aquém da vitória em Gateway depois de ficar sem combustível na última volta; seu companheiro de equipe Austin Cindric acabou vencendo a corrida. Em 16 de junho, ele conquistou sua primeira vitória da temporada na corrida inaugural de Iowa. Um mês depois, ele venceu em Pocono, pouco mais de sete anos após sua primeira vitória na Cup Series na mesma pista. Durante os playoffs, Blaney avançou para a Rodada de 8, onde após uma derrota por pouco para Tyler Reddick em Homestead, ele venceria em Martinsville para chegar ao Campeonato 4 pelo segundo ano consecutivo. Blaney correu na frente durante a maior parte da corrida final da temporada em Phoenix, embora não tenha conseguido ultrapassar seu companheiro de equipe da Penske, Joey Logano, que viria a vencer o Campeonato da Cup Series de 2024.